# Dolný Lieskov
Dolný Lieskov (Hongaars: Alsómogyoród) is een Slowaakse gemeente in de regio Trenčín, en maakt deel uit van het district Považská Bystrica.
Dolný Lieskov telt 830 inwoners.